# Cookøernes fodboldlandshold
Cookøernes fodboldlandshold repræsenterer Cookøerne i fodboldturneringer og kontrolleres af Cookøernes fodboldforbund.

## Landsholdstrænere
- Alex Napa (1996–1998)
- Alan Taylor (2000–2001)
- Luigi McKeown (2001–2004)
- Tim Jerks (2004–2010)
- Shane Rufer (2011)
- Paul Farrell-Turepu (2011–2014)
- Drew Sherman (2015–2017)